# Cristian Basualdo
Cristian Ariel Basualdo (Santa Fe, Argentina; 17 de enero de 1980) es un exfutbolista argentino. Jugaba como mediocampista central y su primer equipo fue Unión de Santa Fe. Su último club antes de retirarse fue FC Tres Algarrobos.

## Clubes
| Club                        | País      | Año       |
| --------------------------- | --------- | --------- |
| Unión de Santa Fe           | Argentina | 1998-2004 |
| Juventud Antoniana de Salta | Argentina | 2004-2006 |
| Gimnasia y Esgrima de Jujuy | Argentina | 2006-2007 |
| Talleres de Córdoba         | Argentina | 2007-2010 |
| Unión de Villa Krause       | Argentina | 2010-2012 |
| General Paz Juniors         | Argentina | 2014      |
| FC Tres Algarrobos          | Argentina | 2015      |